# أندرو ويكفيلد
أندرو جيريمي ويكفيلد (بالإنجليزية: Andrew Wakefield) (من مواليد 1957) هو طبيب بريطاني سابق في أمراض الجهاز الهضمي وباحث طبي، كان قد أتهم في المملكة المتحدة بسبب كتابته البحثية المزورة لعام 1998، وغيرها من اتهامات سوء السلوك المؤكدة، زعم أن هناك صلة بين لقاح الحصبة والنكاف والحصبة الألمانية، واضطراب التوحد.
بعد نشر هذه الورقة، لم يتمكن باحثون آخرون من استنساخ نتائج واكيفيلد أو تأكيد فرضيته على وجود علاقة بين لقاح الحصبة والنكاف والحصبة الألمانية MMR واضطراب التوحد، أو علاقة اضطراب التوحد بأمراض الجهاز الهضمي. كشف تحقيق أجرته صحيفة «صنداي تايمز» عام 2004 عن تضارب المصالح المالية الخاصة بأندرو ويكفيلد، ثم انسحب معظم مؤلفيه الذين شاركوا في تأييده لأبحاثه الدراسية.  أجرى المجلس الطبي العام البريطاني تحقيقا في مزاعم سوء السلوك ضد ويكفيلد وزميلين سابقين. وركز التحقيق على العديد من النتائج، بما في ذلك أن الأطفال المصابين بالتوحد تعرضوا لإجراءات طبية لا داعي لها مثل تنظير القولون والبزل القطني، وأن ويكفيلد تصرف دون الحصول على الموافقة الأخلاقية المطلوبة من مجلس المراجعة المؤسسية.
وفي 28 كانون الثاني / يناير 2010، وجدت محكمة قانونية مكونة من خمسة أعضاء تابعة للجنة الرصد والتحقق الجنائي أن هناك ثلاث عشرة تهمة ثبتت، منها أربع تهم تتعلق بخيانة الأمانة و 12 تهمة تنطوي على إساءة معاملة الأطفال المعوقين من الناحية الإنمائية.  وخلصت اللجنة إلى أن ويكفيلد «فشل في مهامه كمستشار مسؤول»، تصرف ضد مصالح مرضاه على حد سواء، و «غير مسؤول» في أبحاثه المنشورة. وتراجعت مجلة «ذا لانسيت» تماما عن منشور عام 1998 على أساس نتائج اللجنة، حيث أشارت إلى أن عناصر المخطوطة قد زورت. وقال رئيس تحرير صحيفة ذا لانسيت ريتشارد هورتون ان الصحيفة «كاذبة تماما» وان المجلة قد «خٌدعت». بعد ثلاثة أشهر من انسحاب ذا لانسيت، تم طرد ويكفيلد من السجل الطبي في المملكة المتحدة، مع بيان يحدد التزييف المتعمد في الأبحاث المنشورة في مجلة ذا لانسيت، ومن ثم منعه من ممارسة الطب في المملكة المتحدة.
في يناير 2011، وصفت مقالة من قبل براين دير بأن عمل واكيفيلد «غش متطور». في مقالات متتابعة، قال دير أن ويكفيلد كان يخطط لإطلاق مشروع مُربح حيث يقوم بالربح من وراء لقاح الحصبة والنكاف والحصبة الألمانية MMR.  في تشرين الثاني / نوفمبر 2011، كشف تقرير آخر في بي إم جي، عن بيانات أولية أصلية تشير إلى أنه خلافا لمطالبات ويكفيلد في مجلة ذا لانسيت، لم يكن في أبحاثه لدى الأطفال مرض التهاب الأمعاء.
وأدت دراسة ويكفيلد وادعائه إلى أن لقاح الحصبة والنكاف والحصبة الألمانية MMR قد يسبب اضطراب التوحد مما أدى إلى انخفاض معدلات التحصين في الولايات المتحدة والمملكة المتحدة وأيرلندا وارتفاع مماثل في الحصبة والنكاف، مما أدى إلى عودة ظهور الأمراض الخطيرة، أدى استمرار تحذيراته ضد لقاح MMR في خلق مناخ من عدم الثقة في جميع اللقاحات وعودة ظهور الأمراض الأخرى التي كانت تسيطر عليها سابقا. واصل ويكفيلد الدفاع عن أبحاثه واستنتاجاته، قائلا انه لم يكن هناك احتيال، أو خدعة أو دافع الربح. في فبراير / شباط 2015، كرر علنا إنكاره لهذا اللقاح ورفض التراجع عن تأكيداته، على الرغم من ذلك - كما ذكر من قبل محكمة العدل الإدارية البريطانية في قرار ذي صلة - «ليس هناك الآن أي هيئة محترمة تدعم (الدكتور واكيفيلد)، وليس هناك ارتباط بين لقاح الحصبة والنكاف والحصبة الألمانية MMR واضطراب التوحد / التهاب الأمعاء المعوية».

## النشأة وتعليمة
ولد ويكفيلد في عام 1957؛ كان والده طبيب أعصاب وكانت والدته طبيبة عامة. بعد أن ترك مدرسة الملك إدوارد المستقلة، باث، درس ويكفيلد في كلية الطب في مستشفى سانت ماري (الآن / مدرسة طب كلية إمبيريال)، المؤهلة تأهيلا كاملا منذ عام 1981.
أصبح واكيفيلد زميل كلية الجراحين الملكية في عام 1985.

## سيرته المهنية
في جامعة تورنتو من 1986 إلى 1989، كان جزءا من فريق درس مشاكل رفض الأنسجة مع زرع الأمعاء الدقيقة، وذلك باستخدام نماذج حيوانية. وواصل دراسته لزرع الأمعاء الدقيقة تحت رعاية صندوق ويلكم في جامعة تورنتو في كندا.

### ادعائه بالصلة بين فيروس الحصبة - داء كرون
وفي المملكة المتحدة، عمل في برنامج زراعة الكبد في المستشفى الملكي الحر في لندن. في عام 1993، استقطب ويكفيلد اهتماما مهنيا عندما نشر تقارير خلص فيها إلى أن فيروس الحصبة قد يسبب داء كرون؛ وبعد ذلك بعامين نشر ورقة في مجلة ذا لانسيت تقترح وجود صلة بين لقاح الحصبة وداء كرون. فشلت الأبحاث اللاحقة في تأكيد هذه الفرضية، حيث قام فريق من الخبراء في بريطانيا بمراجعة عدد من الدراسات التي تمت مراجعتها من قبل الأقران في عام 1998 واستنتج أن فيروس الحصبة لم يسبب داء كرون، وأن لقاح MMR لم يكن كذلك أيضا.
في وقت لاحق، في عام 1995، أثناء إجراء البحوث في داء كرون، كان قد اتصلت به روزماري كيسيك، والدة طفل مصاب بالتوحد، التي كانت تسعى للحصول على مساعدة منه في مشاكل الأمعاء الخاصة بابنها وعلاج اضطراب التوحد. في عام 1996، حول ويكفيلد انتباهه إلى البحث عن الصلات المحتملة بين لقاح الحصبة والنكاف والحصبة الألمانية MMR واضطراب التوحد.
في وقت دراسته البحثية للقاح MMR، كان واكيفيلد محاضر كبيراً ومستشاراً في الجهاز الهضمي التجريبي في كلية مستشفى رويال الحرة للطب (من عام 2008، مدرسة طب كلية الجامعة والغير ملكية)، استقال من منصبه في عام 2001، من خلال اتفاق متبادل وكان زميلا في الكلية الملكية للأطباء، وانتقل إلى الولايات المتحدة في عام 2001،(أو عام 2004، من خلال حساب آخر)، وقيل إنه طُلب منه مغادرة المستشفى الملكي الحر بعد رفضه طلب التحقق من صحته في عام 1998 مع دراسة خاضعة للرقابة.
ساعد واكيفيلد في وقت لاحق على إنشاء منصب المدير التنفيذي لمركز البيت المدروس للأطفال، الذي يدرس التوحد في أوستن بولاية تكساس، حيث قال، وفقا لصحيفة التايمز، "واصل تعزيز نظريتة لوجود ارتباط بين لقاح الحصبة والنكاف والحصبة الألمانية MMR واضطراب التوحد على الرغم من عدم ثبوت ذلك، استقال من البيت المدروس في فبراير / شباط 2010، بعد أن وجد المجلس الطبي العام البريطاني أنه كان "غير شرف وغير مسؤول" في إجراء أبحاثه السابقة حول التوحد في إنجلترا. ذكرت صحيفة التايمز في مايو / أيار 2010 أنه كان مستشارا طبيا في فيسيرال، وهي مؤسسة خيرية في المملكة المتحدة "تبحث في أمراض الأمعاء واضطرابات النمو".
مُنع ويكفيلد من ممارسته كطبيب في المملكة المتحدة، وغير مُرخص له في الولايات المتحدة أيضاً. كان يعيش في الولايات المتحدة ولم يكن لديه سوى مكافحة تطعيم جيني مكارثي، كالوس ديسريغارد، التي كتبت مقدمة لسيرة ويكفيلد الذاتية، لديها ابن مصاب بأعراض تشبه التوحد كانت مقتنعة بأنها ناجمة عن لقاح الحصبة والنكاف والحصبة الألمانية MMR. وفقا لبريان دير، اعتبارا من عام 2011، كان ويكفيلد يعيش مع زوجته وأربعة أطفال بالقرب من أوستن.
واكيفيلد مدرج حاليا كمدير لشركة تدّعى التدخلات الطبية للتوحد وأخرى تسمى قناة التوحد كوسيلة إعلامية.

## الجدال حول لقاح الحصبة والنكاف والحصبة الألمانية MMR
انظر أيضا > الجدل حول استخدام اللقاح

في 28 فبراير 1998، نشرت ورقة كتبها ويكفيلد واثني عشر مؤلفين آخرين عن اثني عشر طفلا مصابا بالتوحد في مجلة ذا لانسيت. ادعى الباحثون أنهم قد حددوا متلازمة جديدة تسمى التهاب أمعاء القولون المصاحب لاضطراب التوحد، مما يثير إمكانية وجود صلة بين شكل جديد من أمراض الأمعاء والتوحد، ولقاح الحصبة والنكاف والحصبة الألمانية MMR. وأشار الباحثون إلى أن أمهات ثمانية من الأطفال الإثني عشر وصفوا أعراض أبنائهم بأنها «أعراض سلوكية» حيث بدأت تلك الأعراض في الظهور بعد التطعيم ضد الحصبة والنكاف والحصبة الألمانية. في ملخص لانسيت المنشورة، والمعروفة باسم «التفسير»، كتب المؤلفون:
تم الإبلاغ عن هذه المحفزات المحتملة في لقاح الحصبة والنكاف والحصبة الألمانية في ثماني حالات، وكانت الورقة مثيرة للجدل، مما أدى إلى دعاية واسعة النطاق في المملكة المتحدة، وعقد لجنة خاصة من مجلس البحوث الطبية في المملكة المتحدة في الشهر التالي. ووجدت دراسة أجريت عام 2005 في اليابان أنه لا توجد علاقة سببية بين لقاح الحصبة والنكاف والحصبة الألمانية واضطراب التوحد في مجموعات من الأطفال.
على الرغم من أن الصحيفة قالت أنه لم يتم إثبات وجود علاقة سببية محتملة بين لقاح الحصبة والنكاف والحصبة الألمانية واضطراب التوحد قبل نشرها، أدلى ويكفيلد ببيانات في مؤتمر صحفي وفي بيان صحفي صدر عن المستشفى، ودعا إلى وقف استخدام اللقاح الثلاثي (MMR) حتى يمكن إجراء المزيد من البحوث. ووفقا لبي بي سي نيوز، كان هذا المؤتمر الصحفي بمثابة نشر الذعر ضد لقاح الحصبة والنكاف والحصبة الألمانية. ووفقا ل «بي بي سي»، قال الدكتور للصحفيين «انها قضية أخلاقية»، ولم يعد بإمكانه أن يدعم استمرار استخدام اللقاح الثلاثي ضد الحصبة والنكاف والحصبة الألمانية «. ويلزم إجراء مزيد من البحوث العاجلة لتحديد ما إذا كان لقاح MMR قد يؤدي إلى هذه مضاعفات في عدد قليل من الناس، وقال الدكتور ويكفيلد في ذلك الوقت».  «إذا كنت تعطي ثلاث فيروسات معا، وتلك الفيروسات تكون حية، فان ذلك من المحتمل أن يزيد من خطر وقوع حدث سلبي لا سيما عندما تؤثر إحدى هذه الفيروسات على الجهاز المناعي» واقترح أن يختار الآباء التطعيمات المنفردة ضد الحصبة والنكاف والحصبة الألمانية، مفصولة بفجوات مدتها سنة واحدة
في ديسمبر 2001، استقال ويكفيلد من المستشفى الملكي الحر، قائلا: «لقد طُلب مني الذهاب لأن نتائج بحثي لا تحظى بشعبية» وقالت المستشفى أنه تركها «بالاتفاق المتبادل». في شباط / فبراير 2002، ذكر ويكفيلد: «الأطباء، المعلمون، يعاملون الجمهور كما لو أنهم بعض كتلة غبية لا يستطيعون اتخاذ قرار مستنير لأنفسهم».

### أعقاب الجدل الأولي
واصل ويكفيلد إجراء الأبحاث السريرية في الولايات المتحدة بعد مغادرة المستشفى الملكي الحر في ديسمبر 2001. وانضم إلى باحث أمريكي مثير للجدل، جيف برادستريت، في المركز الدولي لتنمية الطفل، لإجراء المزيد من الدراسات حول العلاقة المحتملة بين لقاح الحصبة والنكاف والحصبة الألمانية واضطراب التوحد.
في عام 2004، بدأ واكيفيلد العمل في مركز البحوث في أوستن، تكساس. شغل ويكفيلد منصب المدير التنفيذي حتى فبراير 2010، عندما استقال في أعقاب نتائج ضده من قبل المجلس الطبي العام البريطاني.
في شباط / فبراير 2004، ظهر الجدل عندما اُتهم ويكفيلد بتضارب المصالح. وذكر بريان دير، الذي كتب في صحيفة صنداي تايمز، أن بعض والدي الأطفال ال 12 في الدراسة في ذا لانسيت تم تجنيدهم من خلال محامي في المملكة المتحدة ضد الشركات المصنعة للقاح الحصبة والنكاف والحصبة الألمانية، وأن المستشفى الملكي الح والذين قد تلقوا 55,000 £ من مجلس المساعدة القانونية في المملكة المتحدة (الآن لجنة الخدمات القانونية) لدفع ثمن البحث. وفي وقت سابق، في تشرين الأول / أكتوبر 2003، كان المجلس قد قطع التمويل العام للمقاضاة ضد الشركات المصنعة للأشعة تحت الحمراء، بعد التحقيق في الادعاءات في صحيفة صنداي تايمز من قبل المجلس الطبي العام في المملكة المتحدة، اُتهم ويكفيلد بسوء السلوك المهني، بما في ذلك خيانة الأمانة. وفي ديسمبر / كانون الأول 2006، ذكر دير، الذي كتب في صحيفة صنداي تايمز، أنه بالإضافة إلى الأموال التي أعطاها المستشفى الملكي الحر، دفع المحامون المسؤولون عن قضية لقاح الحصبة والنكاف والحصبة الألمانية MMR مبلغا أكبر من ويكفيلد يقدر بـ 400,000 جنيه إسترليني، وهو ما لم يكشف عنه من قبل.

قبل أربعة وعشرين ساعة من تقرير صنداي تايمز الصادر عن دير، رد رئيس تحرير صحيفة ذا لانسيت ريتشارد هورتون على التحقيق في بيان علني، واصفاً أبحاث ويكفيلد بأنها «معيبة قاتلة». عشرة من مؤلفي ويكفيلد الإثني عشر المشاركين في ورقة في لانسيت نشرت في وقت لاحق قسم من الورقة ينص على:
وذكر التراجع:

### ويكفيلد ضد القناة 4 وغيرها
في نوفمبر 2004، بثت القناة الرابعة البريطانية تحقيقات من قبل المراسل بريان دير؛ قال«هناك أدلة وثائقية تؤكد على أن ويكفيلد تقدم بطلب للحصول على براءة اختراع لقاح الحصبة قبل حملته ضد لقاح الحصبة والنكاف والحصبة الألمانية MMR، مما يثير تساؤلات حول دوافعه».

وبالإضافة إلى طلب براءة اختراع ويكفيلد غير المنشورة، أصدر دير نسخة من طلب براءة الاختراع المنشورة. وفي الصفحة الأولى، تنص الفقرة الأولى من ذلك على ما يلي:
قبل وصف البحث في ورقة ويكفيلد لعام 1998 في مجلة لانسيت، في هذه الصفحة نفسها تشير هذه البراءة صراحة إلى أن استخدام لقاح الحصبة والنكاف والحصبة الألمانية يسبب التوحد:
وفقا لما قاله دير، رسالة من محامي ويكفيلد له بتاريخ 31 يناير 2005 قال: «الدكتور ويكفيلد لم يخطط لصنع لقاح منافس».
في برنامج «ديسباتش»، كشف دير أيضا أن نيكولاس تشادويك، الباحث الذي يعمل تحت إشراف واكفيلد في كلية الطب الملكي الحر، فشل في العثور على فيروس الحصبة لدى الأطفال الذين تم الإبلاغ عنهم في مجلة ذا لانسيت.

في يناير 2005، بدأ ويكفيلد إجراءات التشهير ضد القناة الرابعة البريطانية، وشركة الإنتاج المستقلة تونتي تونتي وبريان دير، وصنداي تايمز، وضد دير شخصيا جنبا إلى جنب مع موقعه على الإنترنت briandeer.com. في غضون أسابيع من صدور ادعاءاته، سعى واكيفيلد إلى تجميد العمل حتى بعد اختتام إجراءات المجلس الطبي العام ضده. وطلبت القناة الرابعة البريطانية ودير أمرا من المحكمة العليا يجبر ويكفيلد على مواصلة عمله، أو وقفه. وبعد جلسة استماع في 27 و 28 تشرين الأول / أكتوبر 2005، حكم القاضي ديفيد إيدي بوقف الإجراءات:
وحدد الحكم «مقتطفات طويلة جدا» من القناة الرابعة تلخص ادعاءات دير ضد ويكفيلد:
(1) واكيفيلد نشر الخوف من أن لقاح الحصبة والنكاف والحصبة الألمانية قد يؤدي إلى اضطراب التوحد، على الرغم من أنه كان يعلم أنه لا يمتلك الأدلة الكافية التي تثبت ادعاءاته في مختبره الخاص، وكان يعلم أو كان يجب أن يكون قد علم أنه لا يوجد على الإطلاق أي أساس لإيمانه بأنه ينبغي تقسيم لقاح الحصبة والنكاف والحصبة الألمانية إلى لقاحات متعددة.
(2) بسبب ذلك نشر الخوف بين الناس، وتصرف بشكل غير صادق، على الرغم من أنه فشل في الكشف عن الحقيقة.
'3' إساءة معاملة الأطفال الخاضعين لرعايته على نحو خطير عن طريق القيام بإجراءات جراحية واسعة النطاق (في مناسبات تتطلب من ثلاثة أشخاص رعاية الطفل)، مما يدفع الممرضات إلى المغادرة خوفا من العقاب.
'4' أخفق، بصورة غير سليمة و / أو غير شريفة، في الكشف لزملائه والجمهور عن أن أبحاثه بشأن الأطفال المصابين بالتوحد قد بدأت بعقد مع محامين كانوا يحاولون مقاضاة مصنعي لقاح الحصبة والنكاف والحصبة الألمانية.
'5' سمعتة غير مشروعة أو غير شريفة في المركز الدولي لموارد تنمية الطفل.
وينص حكم القاضي إيدي على أن «آراء أو استنتاجات الهيئة التأديبية للجنرال موتورز لن تكون ذات صلة أو مقبولة، بقدر ما أستطيع القول،» أن مزاعم القناة الرابعة البريطانية «تقوض بشكل أساسي نزاهة صاحب المطالبة المهنية وأمانته»، وأنه «لا يمكن القول بجدية أنه ينبغي إعطاء الأولوية لإجراءات GMC لحل القضايا».
وفي كانون الأول / ديسمبر 2006، أصدر دير سجلات تم الحصول عليها من لجنة الخدمات القانونية، تبين أنها دفعت 435,643 جنيهاً استرلينياً من الرسوم غير المعلنة إلى ويكفيلد لغرض بناء قضية ضد لقاح الحصبة والنكاف والحصبة الألمانية. ذكرت صحيفة صنداي تايمز أن هذه المدفوعات قد بدأت قبل عامين من نشر ورقة واكيفيلد في ذا لانسيت. في غضون أيام من تقرير دير، أسقط ويكفيلد جميع أعمال التشهير وأمر بدفع جميع التكاليف القانونية للمدعى عليهم.

### مخاوف أخرى
تم مراجعة بيانات واكيفيلد أيضا؛ ظهر طالب دراسات عليا سابق في برنامج دير، شهد في وقت لاحق أن ويكفيلد تجاهل بيانات المختبر التي تتعارض مع فرضيته. كما شكك تحقيق مستقل في مختبر متعاون مع دقة البيانات التي تدعم ادعاءات ويكفيلد.
في حزيران / يونيو 2005، أفاد برنامج بي بي سي هوريزون عن دراسة لم يعلن عنها لعينات دم من مجموعة من 100 طفل يعانون من التوحد و 200 طفل لا يعانون من التوحد. وأفادوا بأن 99٪ من العينات لا تحتوي على أي أثر لفيروس الحصبة، وأن العينات التي تحتوي على الفيروس كانت من المحتمل أن تكون من الأطفال غير المصابين بالتوحد، أي أن ثلاث عينات فقط تحتوي على فيروس الحصبة، لم يجد مؤلفو الدراسة أي دليل على وجود صلة بين لقاح الحصبة والنكاف والحصبة الألمانية واضطراب التوحد.
ولم تجد الأكاديمية الوطنية للطب التابعة للولايات المتحدة الأمريكية، الأكاديمية الوطنية للعلوم، مع مراكز مكافحة الأمراض واتقائها وهيئة الخدمات الصحية الوطنية (المملكة المتحدة)، أي صلة بين لقاح الحصبة والنكاف والحصبة الألمانية واضطراب التوحد، كما لم تجد مراجعات في الأدب الطبي أي صلة بين لقاح الحصبة والنكاف والحصبة الألمانية واضطراب التوحد أو مع مرض الأمعاء، والتي دعا إليه ويكفيلد وسماه «التهاب الأمعاء مع التوحد».

## جلسات استماع المجلس الطبي العام
بين يوليو 2007 وأيار / مايو 2010، 217 يوما، جلسة استماع من المجلس الطبي العام في المملكة المتحدة فحصت اتهامات سوء السلوك المهني ضد واكيفيلد واثنين من الزملاء المشاركين في ورقة في ذا لانسيت. وشملت التهم على:
- «تم دفعها لإجراء الدراسة من قبل المحامين الذين يمثلون الآباء الذين يعتقدون أن أطفالهم قد تضررت من قبل لقاح الحصبة والنكاف والحصبة الألمانية».[86]
- إجراء التحقيقات المطلوبة «دون الحصول على المؤهلات المطلوبة للأطفال» بما في ذلك تنظير القولون، وخزعات القولون، والبزل القطني دون موافقة مجلس الأخلاقيات وخلافا لمصالح الأطفال السريرية،[86]
- "التصرف بشكل غير صادق وغير مسؤول "في عدم الكشف عن ... كيف تم تجنيد المرضى للدراسة".[86]
- «أجرت الدراسة على أساس لم يتم الموافقة عليه من قِبل لجنة أخلاقيات المستشفى».[86]
- عينات الدم التي تم شراؤها - مقابل 5 جنيه استرليني لكل طفل من الأطفال الموجودين في حفلة عيد ميلاد ابن ويكفيلد، حيث قام ويكفيلد بالقاء مزحة لهذا الموقف في آخر الجلسة.[86]
- «كيف يتجاهل أي ضائقة أو ألم قد يعاني منه الأطفال»[20]

نفى ويكفيلد التهم الموجهة إليه; في 28 يناير 2010، حكمت اللجنة العسكرية العامة ضد ويكفيلد في جميع القضايا، مشيرا إلى أنه «فشل في مهامه كمستشار مسؤول»، وتصرف ضد مصالح مرضاه، وكان«غير شريف وغير مسؤول» في أبحاثه المثيرة للجدل. وفي 24 أيار / مايو 2010، أقيل من السجل الطبي للمملكة المتحدة. كانت هذه هي أقسى العقوبات التي يمكن أن تفرضها جي إم سي، وانهت بذلك حياته المهنية كطبيب. في الإعلان عن الحكم، قال GMC «ليس هناك عقوبة قصيرة من محو اسمه من السجل المناسب ل» نتائج خطيرة واسعة النطاق«لسوء السلوك». في نفس اليوم، نُشرت سيرة ويكفيلد الذاتية، باستخدام نفس الكلمات كأحد التهم الموجهة إليه («أظهر تجاهل صارخ لأي ضيق أو ألم قد يعاني منه الأطفال»). وقال ويكفيلد أنه كان يُعامل بشكل غير عادل من قبل المؤسسة الطبية والعلمية.

## ادعاءات الاحتيال وتضارب المصالح
في فبراير / شباط 2009، أفادت صحيفة صنداي تايمز أن تحقيقا إضافيا أجرته الصحيفة كشف أن ويكفيلد «غير النتائج وأبلغ عنها بشكل خاطئ في أبحاثه، مما أدى إلى ظهور صلة محتملة بالتوحد» مستشهدا بالأدلة التي حصلت عليها الصحيفة من الطب والسجلات والمقابلات مع الشهود، وبدعم من الأدلة المقدمة إلى جي إم سي.
في نيسان / أبريل 2010، توسع دير على الجوانب المخبرية من النتائج التي توصل إليها في تقرير في المجلة الطبية البريطانية، سرد كيف كانت نتائج المرضى (التي تم الحصول عليها من المستشفى الملكي الحر) قد تعرضت لتغيرات بالجملة، من الطبيعي إلى غير الطبيعي، ونُشرت ذلك في مجلة ذا لانسيت. وفي 2 كانون الثاني / يناير 2011، قدم دير جدولين يقارنان البيانات المتعلقة بالإثني عشر طفلا، ويبينان بيانات المستشفى الأصلية والبيانات المتعلقة بالتغييرات كما استخدم مقالة ذا لانسيت لعام 1998.

في 5 يناير 2011، نشرت BMJ مقالا من قبل براين دير بعنوان «كيف تم تعديل القضية ضد لقاح الحصبة والنكاف والحصبة الألمانية». وقال دير، بتمويل من صحيفة «صنداي تايمز» في لندن وشبكة «القناة الرابعة البريطانية» التلفزيونية، أنه استنادا إلى فحص السجلات الطبية ل 12 طفلا في الدراسة الأصلية، وجد بحثه أن :
ثلاثة من تسعة أطفال ذكروا مع اضطراب التوحد ولكنه لم يكن كذلك على الإطلاق. طفل واحد فقط كان واضحا عليه اضطراب التوحد؛
على الرغم من الورقة التي زعمت أن جميع الأطفال ال 12 كانوا "طبيعيين في السابق"، فإن خمسة منهم وثقوا مخاوف إنمائية قائمة من قبل؛
أفاد بأن بعض الأطفال تعرضوا لأعراض سلوكية أولى في غضون أيام من الإصابة بعدوى الأنفلونزا الحادة، ولكن السجلات وثقت أنها تبدأ بعد أشهر من التلقيح؛
في تسع حالات، تم تغيير نتائج أنسجة التشريح القولونية، مشيرا إلى أي تقلبات أو في الخلايا الالتهابية،
تم الإبلاغ عن آباء ثمانية أطفال بتهمة لقاح الحصبة والنكاف والحصبة الألمانية، ولكن 11 عائلة قدمت هذا الادعاء في المستشفى. وقد ساعد استبعاد ثلاثة ادعاءات - كل ذلك يعطي أوقاتا لبداية المشاكل في شهور - على ظهور صلة زمنية تبلغ 14 يوما؛
في افتتاحية مصاحبة، قال محررو مجلة BMJ:
في مقالة متابعة بـ BMJ في 11 يناير 2011، قال دير أنه بناء على الوثائق التي حصل عليها بموجب قانون حرية المعلومات، كان ويكفيلد في شراكة مع والد أحد الأولاد في الدراسة لإطلاق مشروع ضد تطعيم الحصبة والنكاف والحصبة الألمانية. وذكرت صحيفة واشنطن بوست أن دير قال إن ويكفيلد توقع أنه «يمكن أن يجعل أكثر من 43 مليون دولار سنويا من مجموعات التشخيص» للحالة الجديدة، من التهاب القولون المعوي المصاحب باضطراب التوحد. ووفقا لتقرير دير في بي إم جي، كارمل هالثكار لت التي سُميت باسم زوجة ويكفيلد بعد أن أعطى رؤساء ويكفيلد في كلية الطب بجامعة كوليدج لندن رسالة من صفحتين قالت :
نحن لا نزال نشعر بالقلق إزاء احتمال وجود تضارب خطير في المصالح بين عملك الأكاديمي من قبل جامعة كاليفورنيا، ومشاركتك مع كرمل ... نشأ هذا القلق في الأصل لأن خطة عمل الشركة تبدو أنها تعتمد على نشر سابق لأوانه غير مبرر علمياً.
ذكرت ويبمد تقرير دير من BMJ، حيث قالت إن الأرباح السنوية المتوقعة 43 مليون $ تأتي من مجموعات التسويق ل «تشخيص المرضى الذين يعانون من التوحد»، وأن "السوق الأولي للتشخيص سيكون اختبار يحركها التقاضي للمرضى الذين يعانون من التهاب القولون المعوي المصاحب باضطراب التوحد، وهي حالة غير مثبتة من قبل ويكفيلد من كل من المملكة المتحدة والولايات المتحدة "وفقا ل ويبد، قال ان كارمل ستنجح في تسويق المنتجات وتطوير لقاح بديل إذا «تضررت ثقة الجمهور في لقاح الحصبة والنكاف والحصبة الألمانية». 
في تشرين الأول / أكتوبر 2012، كشفت الأبحاث المنشورة في "PNAS"، وقائع الأكاديمية الوطنية للعلوم، عن ورقة ويكفيلد لعام 1998 باعتبارها الورقة العلمية الأكثر تراجعا التي استشهد بها 758 استشهاد، وأعطت «سبب التراجع» على أنه «احتيال».

### تراجع المجلة
في 2 فبراير 2010، انسحبت مجلة ذا لانسيت رسميا من ورقة ويكفيلد لعام 1998. وينص التراجع على أن "الادعاءات الواردة في الورقة الأصلية التي تشير إلى أن الأطفال" أحيلوا على التوالي "وأن" لجنة الأخلاق المحلية "قد وافقت على التحقيقات" قد ثبت أنها كاذبة "
وفي اليوم التالي قام محرر مجلة متخصصة في علم الأعصاب بسحب ورقة أخرى من ويكفيلد كانت في الصحافة. هذه المادة، التي تتعلق بالبحث عن القرود، قد نشرت بالفعل على الإنترنت وسعت لتورط اللقاحات بتسببها لاضطراب التوحد.
في مايو / أيار 2010، سحبت المجلة الأمريكية لأمراض الجهاز الهضمي ورقة من ويكفيلد بالبيانات المستخدمة من 12 مريضاً من مجلة ذا لانسيت.
وفي 5 كانون الثاني / يناير 2011، أوصى محررو مجلة BMJ بأن يتم فحص منشورات ويكفيلد الأخرى وسحبها إذا لزم الأمر.

### تجاهل متكرر
في عام 2010، كتب ويكفيلد: اضطراب التوحد واللقاحات - الحقيقة وراء المأساة، حيث رفض التهم الموجهة إليه، وادعى أن فقدان ترخيصه كان محاولة سياسية لإسكات انتقاده لسلامة اللقاح. في عام 2013، نشرت جويل أ. هاريسون، دراسة مفصلة للتجاهل الكاذب، وخلصت إلى أن «مراجعة متأنية للمعلومات المتاحة للجمهور توضح أن ... كل مطالب ويكفيلد في كتابه بشأن سلامة اللقاحات خاطئة». وأثبت أنه في بعض الحالات، فإن الإشارات التي ذكرها ويكفيلد لدعم ادعاءاته تظهر العكس تماما. على سبيل المثال، أكد ويكفيلد أن بريث كريستنسون، باحث لقاح سويدي محترم، قد أخبره أن دراسات سلامة اللقاحات لم تنفذ في السويد لأن الأطباء السويديين لم يهتموا بسلامة اللقاح؛ ثم استشهد بثلاث أوراق سويدية، اثنان منهم شارك في تأليفه كريستنسون، متضمنا دراسات متعددة لسلامة اللقاحات أجريت في السويد.  وأكدت كريستنسون في وقت لاحق في رسالة إلى المحرر أنها لم تذكر أي شيء من هذا القبيل لأي شخص، وفي الواقع لم تتحدث إلى واكيفيلد على الإطلاق.

### استجابة ويكفيلد
واعتبارا من كانون الثاني / يناير 2011، واصل ويكفيلد الحفاظ على براءته. وفي بيان صحفي،
وقال ويكفيلد في مقابلة اذاعية على الإنترنت ان سلسلة بى ام جى "كانت هراء تام" ونفت "انه استخدم حالات الأطفال ال 12 في دراسته لتعزيز مشروعه التجارى". على الرغم من أن دير يتم تمويله من قبل صحيفة صنداي تايمز والقناة 4، وقد قدم نماذج الكشف المالي وقام بإنكار تلقي أي تمويل من صناعة المستحضرات الصيدلانية، ووفقا لشبكة سي إن إن، قال ويكفيلد إن براءة الاختراع التي عقدها كانت "مكملات غذائية دون وصفة طبية" تعزز الجهاز المناعي".  وذكر ويبدفيلد أن ويكفيلد قال انه كان ضحية.
ويدعي ويكفيلد أن دير هو «رجل جاء ليسحبه إلى أسفل»، وأن علماء آخرين ببساطة وافقوا على كلام دير. في حين أن أندرسون كوبر كانت مختلفة، حيث ادعت أنها لم تقرأ مقالات BMJ بعد، كما نفى ويكفيلد أن دير قد أجرى مقابلات مع أسر الأطفال في الدراسة. كما حث المشاهدين على قراءة كتابه «تجاهل متكرر»، الذي ادعى أنه سيوضح سبب استهدافه، والذي رد عليه أندرسون كوبر: «ولكن يا سيدي، إذا كنت تكذب، فإن كتابك هو أيضا كذب»
وأشار ويكفيلد في وقت لاحق إلى أن هناك مؤامرة من قبل مسؤولي الصحة العامة وشركات الأدوية لتشويه سمعتة، بما في ذلك أنهم قاموا بدفع أموال للصحافة لنشر شائعات عنه على أنها حقيقة أو أنها تقوم بتضخيم تقارير الوفيات الناجمة عن الحصبة

### رد دير
رد دير على اتهامات ويكفيلد من خلال تحدي ويكفيلد لمقاضاته :
وأشار دير إلى أن كل إجراءات ويكفيلد السابقة للقذف قد تم رفضها أو سحبها.
في يناير 2012، رفع ويكفيلد دعوى تشهير في محكمة ولاية تكساس ضد دير، فيونا غودلي، وBMJ لانهم قد اتهموه باتهامات كاذبة وقالوا انه محتال، وسعى إلى محاكمة هيئة المحلفين في مقاطعة ترافيس. وأشار إلى «النظام الأساسي لجزيرة تكساس الطويلة» كمبرر لبدء الإجراءات في ولاية تكساس. وردت المجلة بأنها «ستدافع عن تلك الادعاءات بقوة». وفي آب / أغسطس 2012 رفض قاضي المحكمة الجزئية إيمي ميتشوم دعوى ويكفيلد. وأيد المحكمة في حكمها في الاستئناف في سبتمبر 2014، وأمر ويكفيلد بدفع جميع تكاليف الأطراف.
في 5 أبريل 2011، تم تكريم دير الصحفي المتخصص في المملكة المتحدة من العام بجوائز الصحافة البريطانية، التي نظمتها جمعية المحررين. وقال القضاة إن تحقيقه في ويكفيلد كان «تصحيح هائل للخطأ».

## الأوبئة واثارها
وقد أدلى الأطباء والمجلات الطبية والمحررين ببيانات تربط بين إجراءات ويكفيلد الاحتيالية لمختلف الأوبئة والوفيات. وقال مايكل سميث، أستاذ طب الأطفال في جامعة لويزفيل، وهو «خبير في الأمراض المعدية الذي درس تأثير جدل اضطراب التوحد على معدلات التحصين»، «من الواضح أن نتائج هذه الدراسة [لواكيفيلد] كان لها تداعيات»
أسوشيتد برس:
إيه بي سي نيوز:
وقال بول هيبير، رئيس تحرير مجلة الجمعية الطبية الكندية :
وأشار ملف شخصي في مقالة مجلة نيويورك تايمز :
دعا الصحفي بريان دير لتهم جنائية ضد ويكفيلد.
في 1 أبريل 2011، منحت مؤسسة جيمس راندي التعليمية ويكفيلد جائزة بيغاسوس ل «رفض مواجهة الواقع».
وصف مقال في مجلة عام 2011 اتصال اللقاح بالتوحد بأنه «الخدعة الطبية الأكثر ضررا خلال ال 100 عام الماضية».
في عام 2011، كان ويكفيلد على رأس قائمة أسوأ الأطباء عام 2011، في قائمة مدسكيب «أطباء السنة: الأفضل والأسوأ». في يناير 2012، في مجلة تايم، واكيفيلد في قائمة «أكبر المحتالون».
وقد هُددت ميشيل غوبي، وهي كاتبة من صحيفة نيويورك تايمز، التي كانت تغطى فعالية عام 2011 في تومبال بولاية تكساس حيث تحدث ويكفيلد، بأن «تكون لطيفة بالنسبة له، أو أنه سيلحق الضرر بها». 
في فبراير 2015، نفى ويكفيلد أنه تحمل أي مسؤولية عن وباء الحصبة التي بدأت في ديزني لاند. كما أعاد تأكيد اعتقاده المصدق بأن «لقاح الحصبة والنكاف والحصبة الألمانية يساهم في اضطراب التوحد الحالي». وبحلول ذلك الوقت، أبلغ عن 166 حالة على الأقل، حيث قال بول أوفيت، إن تفشي المرض كان «مرتبطا مباشرة بنظرية الدكتور ويكفيلد».
وفي يونيو / حزيران 2012، قضت محكمة محلية في ريميني، إيطاليا، بأن التطعيم قد تسبب باضطراب التوحد في صبي عمره 15 شهرا. واعتمدت المحكمة بشكل كبير على ورقة لانكيت التي لم يصدق عليها ويكفيلد وتجاهلت إلى حد كبير الأدلة العلمية المقدمة إليها، واستأنف القرار. وفي 13 شباط / فبراير 2015، ألغت محكمة الاستئناف في بولونيا (إيطاليا) القرار.

## نشاط مضاد للقاح
كان من المقرر أن يشهد ويكفيلد أمام لجنة الرعاية الصحية في مجلس الشيوخ في ولاية أوريغون في 9 آذار / مارس 2015، في مقابل مجلس الشيوخ، «مشروع قانون يلغي الإعفاءات غير الطبية من قانون التحصين المدرسي في ولاية أوريغون». ثم ألغت رئيسة اللجنة الاجتماع «بعد أن أصبح واضحا أن» ويكفيلد يعتزم الإدلاء بشهادته. ونفت أن قرارها كان له علاقة بخطط ويكفيلد. 
في 24 نيسان / أبريل 2015، تلقى ويكفيلد اثنين من المبادلات الدائمة من الطلاب عندما قال ل مجلس الشيوخ بيل SB277، وهو مشروع قانون يقترح القضاء على إعفاء اللقاحات غير الطبية. وكان ويكفيلد كان قد تحيث سابقاً لـ «جام كاليفورنيا» عام 2014،  فضلا عن ندوة «جام كاليفورنيا» لعام 2015، مع اعتمادات التعليم المستمر، في 3 يوليو 2015، شارك ويكفيلد في احتجاج عُقد في سانتا مونيكا، كاليفورنيا، ضد قانون كاليفورنيا للتطعيم الإلزامي والذي تم مؤخرا.

## وصلات خارجية
- أندرو ويكفيلد على موقع IMDb (الإنجليزية)
- أندرو ويكفيلد على موقع إن إن دي بي (الإنجليزية)
- أندرو ويكفيلد على موقع قاعدة بيانات الفيلم (الإنجليزية)
- {{استشهاد بدورية محكمة}}: استشهاد فارغ! (مساعدة)
- Deer B (2011). "Secrets of the MMR scare. The Lancet's two days to bury bad news". BMJ. ج. 342: c7001. DOI:10.1136/bmj.c7001. PMID:21245118. مؤرشف من الأصل في 2020-01-13.
- Godlee F (2011). "Institutional and editorial misconduct in the MMR scare". BMJ. ج. 342: d378. DOI:10.1136/bmj.d378. مؤرشف من الأصل في 2020-01-13.
- "Lessons from the MMR Scare by Fiona Godlee" (Press release). Fogarty International Center، معاهد الصحة الوطنية الأمريكية. 6 سبتمبر 2011. مؤرشف من الأصل في 2020-01-13. اطلع عليه بتاريخ 2013-12-30.
- Opel DJ، Diekema DS، Marcuse EK (2011). "Assuring research integrity in the wake of Wakefield". BMJ. ج. 342: d2. DOI:10.1136/bmj.d2. PMID:21245120. مؤرشف من الأصل في 2020-01-13.
- "The Vaccine War". بي بي إس FRONTLINE. 27 أبريل 2010. مؤرشف من الأصل في 2015-03-30. اطلع عليه بتاريخ 2013-12-30. updated March 2015